# Strażnica WOP Piwniczna
Strażnica Wojsk Ochrony Pogranicza Piwniczna – zlikwidowany podstawowy pododdział graniczny Wojsk Ochrony Pogranicza pełniący służbę ochronną na granicy polsko-czechosłowackiej.

Strażnica Straży Granicznej w Piwnicznej-Zdroju – zlikwidowana graniczna jednostka organizacyjna Straży Granicznej realizująca zadania bezpośrednio w ochronie granicy państwowej z Czechosłowacją/Republiką Słowacką.

## Formowanie i zmiany organizacyjne
Strażnica została sformowana w 1945 w strukturze 40 komendy odcinka jako 183 strażnica WOP (Piwniczna) o stanie 56 żołnierzy. Kierownictwo strażnicy stanowili: komendant strażnicy, zastępca komendanta do spraw polityczno-wychowawczych i zastępca do spraw zwiadu. Strażnica składała się z dwóch drużyn strzeleckich, drużyny fizylierów, drużyny łączności i gospodarczej. Etat przewidywał także instruktora do tresury psów służbowych oraz instruktora sanitarnego.
W związku z reorganizacją oddziałów WOP, 24 kwietnia 1948 Strażnica OP nr 183 Piwniczna została włączona w struktury 49 batalionu Ochrony Pogranicza, a 1 stycznia 1951 31 batalionu WOP w Nowym Sączu.
Od 15 marca 1954 wprowadzono nową numerację strażnic, a strażnica WOP Piwniczna I kategorii otrzymała nr 186 w skali kraju.
W 1956 rozformowano 31 batalion WOP w Nowym Sączu, a 186 strażnica WOP Piwniczna została bezpośrednio podporządkowana pod sztab 3 Brygady WOP, 
W 1957, w 3 Brygadzie WOP w Nowym Sączu przeformowano 18 strażnic WOP w placówki WOP, w tym strażnicę WOP w Piwnicznej.
W kwietniu 1958 3 Brygada WOP została przemianowana na 3 Karpacką Brygadę WOP i w jej strukturach funkcjonowała jako Placówka WOP Piwniczna . W 1959 placówka WOP w Piwnicznej została włączona w struktury ponownie sformowanego 31 batalionu WOP w Nowym Sączu. W 1960 funkcjonowała jako 22 placówka WOP Piwniczna I kategorii w strukturach 31 batalionu WOP, a 1 stycznia 1964 jako 16 placówka WOP Piwniczna I kategorii.
Do 15 maja 1991 w Strażnica WOP Piwniczna Lądowa funkcjonowała w strukturach organizacyjnych Karpackiej Brygady WOP w Nowym Sączu.
Straż Graniczna:
Po rozwiązaniu Wojsk Ochrony Pogranicza, 16 maja 1991 strażnica w Piwnicznej weszła w podporządkowanie Karpackiego Oddziału Straży Granicznej i przyjęła nazwę Strażnica Straży Granicznej w Piwnicznej-Zdroju (Strażnica SG w Piwnicznej-Zdroju) .

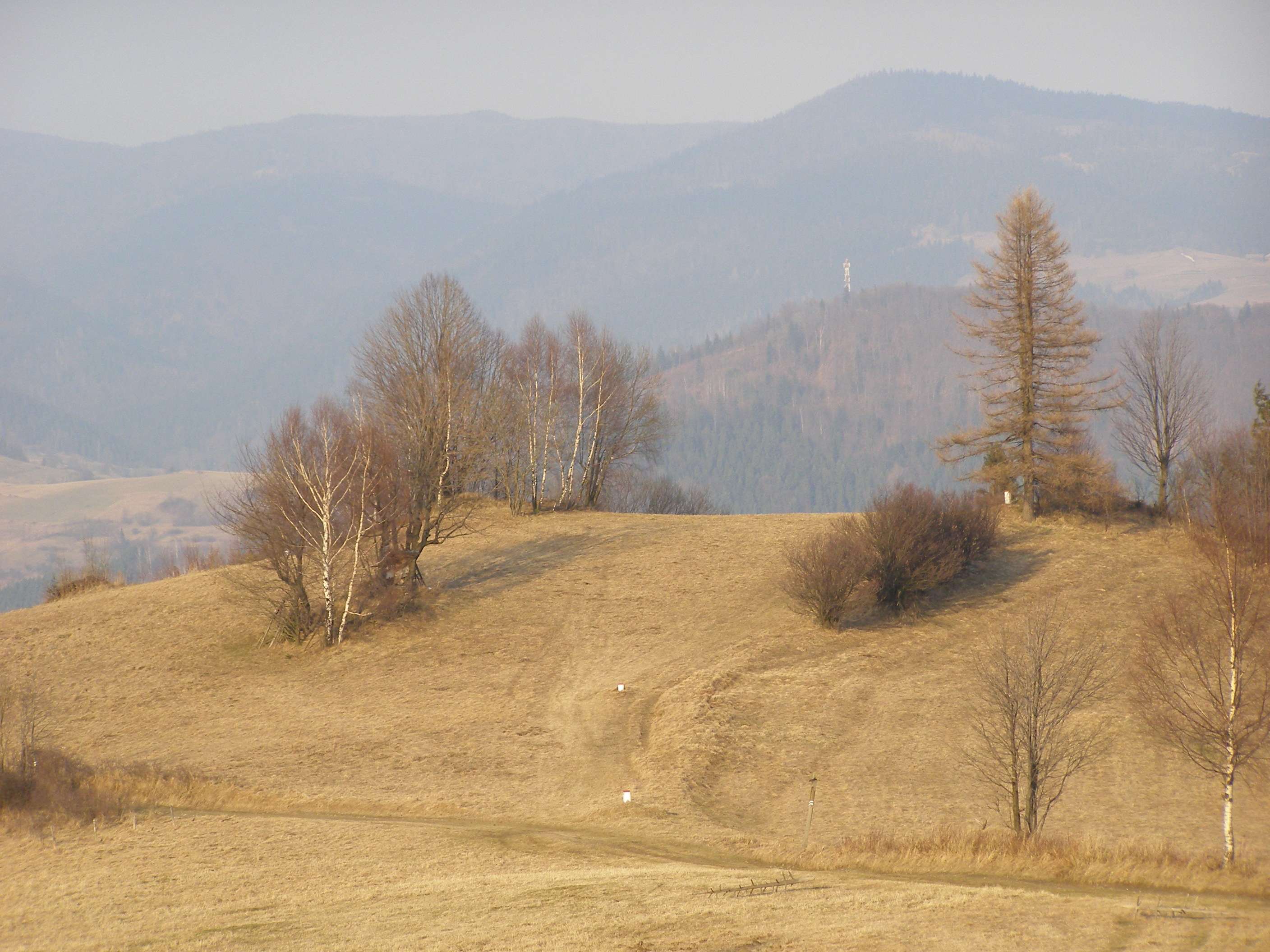
Granica polsko-słowacka w Beskidzie Sądeckim, rej. Piwnicznej-Zdroju (marzec 2011)

W 2000 rozpoczęła się reorganizacja struktur Straży Granicznej, związana z przygotowaniem Polski do wstąpienia, do Unii Europejskiej i przystąpieniem do Traktatu z Schengen. Podczas restrukturyzacji wprowadzono kompleksową ochronę granicy już na najniższym szczeblu organizacyjnym tj. strażnica i graniczna placówka kontrolna. Wprowadzona całościowa ochrona granicy zniosła podział na graniczne jednostki organizacyjne ochraniające tylko tzw. „zieloną granicę” i prowadzące tylko kontrole ruchu granicznego. W wyniku tego, 2 stycznia 2003 nastąpiło zniesie strażnicy SG w Piwnicznej-Zdroju. Ochraniany przez strażnicę odcinek granicy wraz z obsadą etatową i obiektem, przejęła Graniczna Placówka Kontrolna Straży Granicznej w Piwnicznej-Zdroju .

## Ochrona granicy
1 stycznia 1964 na ochranianym odcinku funkcjonowały dwa przejścia graniczne małego ruchu granicznego w których kontrolę graniczną i celną osób, towarów i środków transportu wykonywała załoga strażnicy:
- Piwowarówka-Piľhov
- Piwniczna-Mníšek nad Popradom (do 1970)[13].

W ochronie granicy dowódcy strażnicy w Piwnicznej ściśle współpracowali ze swoimi odpowiednikami tj. naczelnikami placówek OSH (Ochrana Statnich Hranic) CSRS.

## Zasięg terytorialny

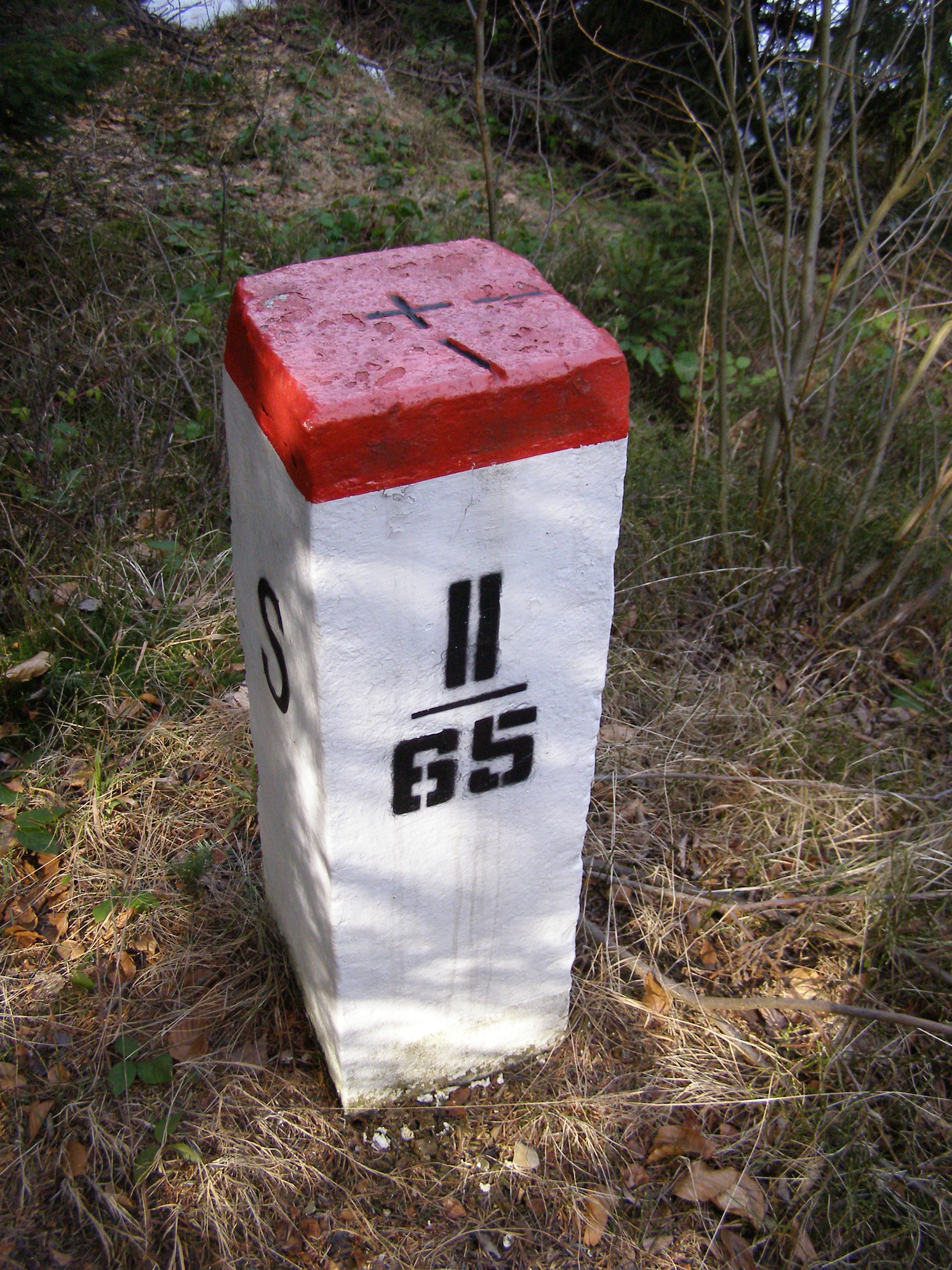
Granica polsko-słowacka, znak gran. nr II/65 w Beskidzie Sądeckim (marzec 2011)

W 1960, 22 strażnica WOP Piwniczna I kategorii ochraniała odcinek granicy państwowej z Czechosłowacją o długości 23 750 m:
- Włącznie znak graniczny nr 32/8, wyłącznie znak graniczny nr II/66.

## Strażnice sąsiednie
- 182 strażnica WOP Żegiestów ⇔ 184 strażnica WOP Szczawnica – 1946
- 182 strażnica OP Żegiestów ⇔ 184 strażnica OP Szlachtowa – 1949
- 185 strażnica WOP Żegiestów ⇔ 187 strażnica WOP Szlachtowa – 15.03.1954
- nn ⇔ 1 strażnica WOP Szlachtowa kat. II – 1956
- 23 placówka WOP  Muszyna kat. II ⇔ 21 placówka WOP Szlachtowa kat. II – 1.01.1960
- 17 placówka WOP Muszyna kat. II ⇔ 15 placówka WOP Szlachtowa kat. II – 1.01.1964
- Strażnica WOP Muszyna Lądowa ⇔ Strażnica WOP Szlachtowa Lądowa – 1990[14]

Straż Graniczna:
- Strażnica SG w Muszynie ⇔ Strażnica SG w Szlachtowej – 16.05.1991[11]
- Strażnica SG w Muszynie ⇔ Strażnica SG w Szczawnicy – 2001[12] .

## Komendanci/dowódcy strażnicy
- chor. Antoni Pietrucki (1952)
- kpt. Ryszard Burtak[15](?-1979)
- ppor. Jacek Świderski (1979-?)
- mjr Tadeusz Wieciech (1989–15.05.1991)[16]

Komendanci strażnicy SG:
- mjr SG Tadeusz Wieciech (16.05.1991–1998)[h][16].